# Jazz Shukla
Jazz Shukla (* 24. August 1998 in Toronto) ist eine kanadische Leichtathletin, die sich auf den 800-Meter-Lauf spezialisiert hat.

## Sportliche Laufbahn
Erste internationale Erfahrungen sammelte Jazz Shukla im Jahr 2016, als sie bei den U20-Weltmeisterschaften in Bydgoszcz mit 2:06,24 min im Halbfinale über 800 Meter ausschied und der kanadischen 4-mal-400-Meter-Staffel zum Finaleinzug verhalf und damit am Gewinn der Bronzemedaille beteiligt war. Im Jahr darauf gewann sie bei den U20-Panamerikameisterschaften in Trujillo in 2:04,52 min die Silbermedaille über 800 Meter und 2022 belegte sie bei den NACAC-Meisterschaften in Freeport in 2:02,65 min den vierten Platz. Im Jahr darauf startete sie bei den Weltmeisterschaften in Budapest und schied dort mit 2:00,23 min im Halbfinale aus. 2024 kam sie bei den Hallenweltmeisterschaften in Glasgow mit 3:03,68 min nicht über den Vorlauf hinaus und im August schied sie bei den Olympischen Sommerspielen in Paris mit 2:02,00 min in der Hoffnungsrunde aus.
2024 wurde Shukla kanadische Meisterin im 800-Meter-Lauf. 

## Persönliche Bestleistungen
- 800 Meter: 1:58,20 min, 29. Juni 2024 in Montreal
  - 800 Meter (Halle): 2:01,00 min, 26. Februar 2023 in Boston
- 1000 Meter: 2:37,79 min, 21. Juni 2024 in Montreal
- 1500 Meter: 4:10,32 min, 17. Juni 2023 in Vancouver
  - 1500 Meter (Halle): 4:19,87 min, 19. März 2022 in Toronto